# A Jazzed Honeymoon
A Jazzed Honeymoon – amerykański film z 1919 roku w reżyserii Hala Roacha.